# Station Emmen Zuid
Station Emmen Zuid is een spoorwegstation dat in 2011 is geopend aan de zuidkant van het Drentse Emmen, nabij de woonwijken Delftlanden, Rietlanden, Bargeres en het bedrijventerrein Waanderveld. Het vervangt het station Emmen Bargeres uit 1975.

## Het station
Het station is gelegen deels ten westen van en deels op het viaduct over de Nieuw-Amsterdamsestraat, aan de noordkant van het spoor. De vroegere spoorwegovergang is hier vervangen door een ongelijkvloerse kruising, waarbij de Nieuw-Amsterdamsestraat verdiept en deels vierstrooks (2x2 rijstroken) is aangelegd. Naast het spoorviaduct is een fiets-voetbrug aangelegd, naar het aan de westzijde gelegen stationsplein. Daar bevinden zich tevens een groot parkeerterrein (P+R) en een busstation. Bij de aanleg is rekening gehouden met de mogelijkheid van een spoorverdubbeling in de toekomst, met een extra perron aan de zuidkant van het spoor. Daarnaast is er rekening gehouden met een eventuele uitbreiding van het parkeerterrein en het busstation. De bouw van het station is in maart 2010 van start gegaan. De oorspronkelijke planning was dat het station in december 2010 zou worden geopend, omdat de bereikbaarheid van het station eind 2010 nog onvoldoende was, is de ingebruikname uitgesteld tot op 3 april 2011. Op dezelfde datum is het station Emmen Bargeres opgeheven. Op vrijdag 27 mei 2011 vond de officiële feestelijke opening van station Emmen Zuid plaats. In september 2011 werd het station onderscheiden met een Brunel Award, een internationale prijs voor spoorwegarchitectuur. Hierbij werd de eerste prijs gewonnen, in de categorie Rail Stations (oftewel, treinstations).
Op 4 juli 2018 maakte de Raad van State bekend dat de plannen voor de verdubbeling van het spoor over een lengte van zeshonderd meter en de bouw van een extra perron doorgaan. Daarnaast is een kwartierdienst in de spits mogelijk. Door de aanleg van een tweede perron zijn aanpassingen aan de openbare ruimte rondom het station nodig. De toegankelijkheid van het bestaande perron wordt verbeterd. Fietsenstallingen worden verplaatst en er komt een opgang naar het tweede perron. De aanleg begon in de zomer van 2020 en was op 13 april 2022 afgerond. Door de bouw van een extra passeermogelijkheid bij het station, is de tijdwinst op het traject Emmen-Zwolle 4 minuten.

## Afbeeldingen

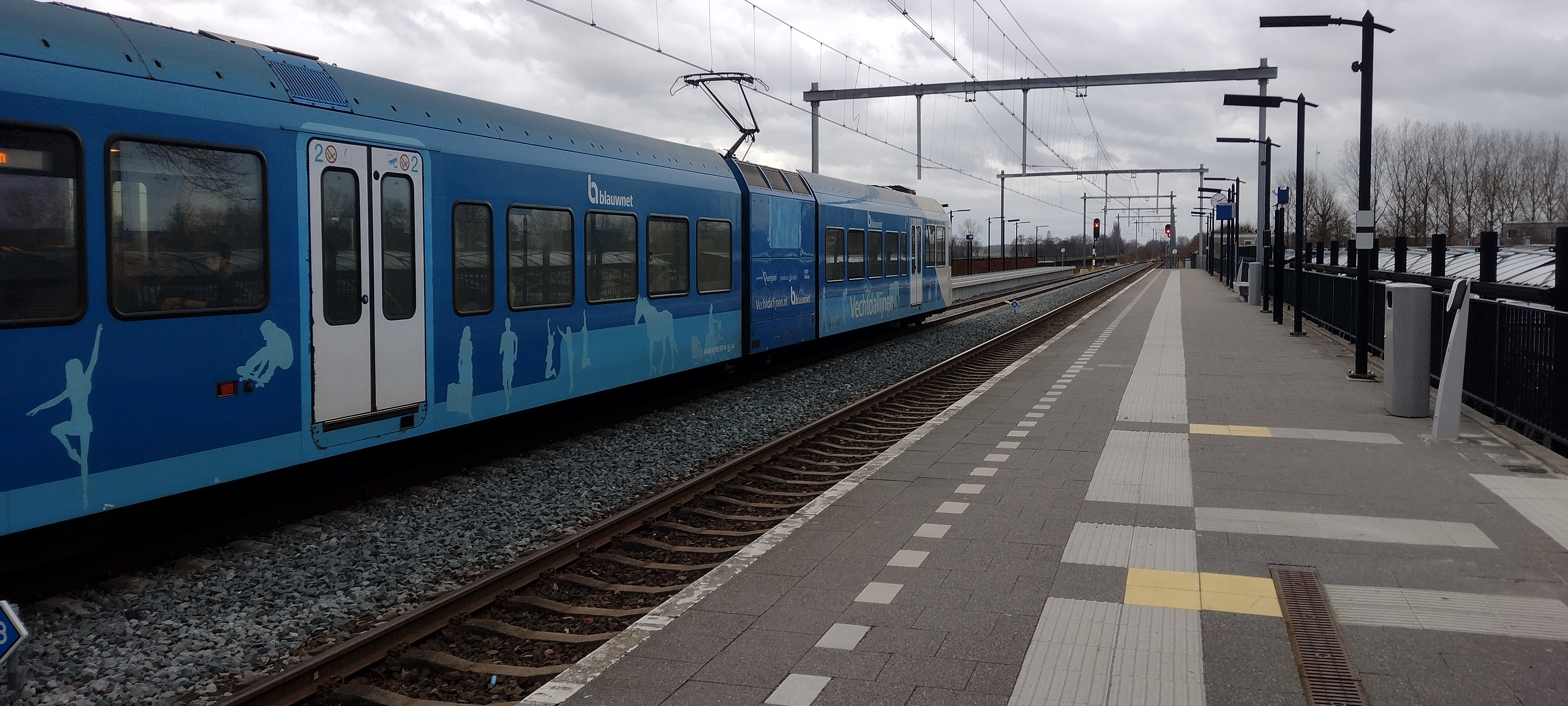
Perrons en Blauwnet GTW
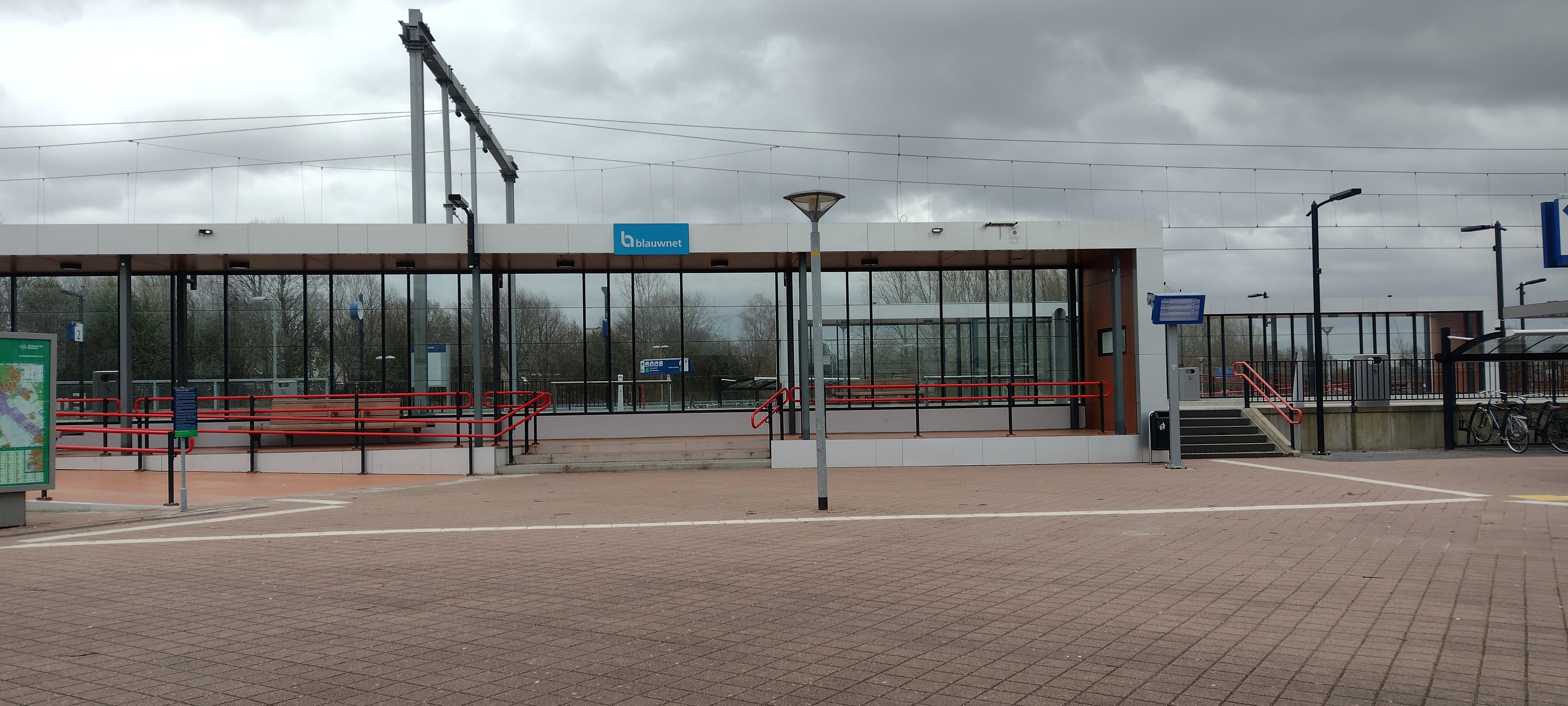
Station in 2024

## Verbindingen

### Trein
In de treindienstregeling 2025 stoppen de volgende treinseries van Arriva te Emmen Zuid:
| Serie       | Treinsoort         | Route                                    | Bijzonderheden                                         |
| ----------- | ------------------ | ---------------------------------------- | ------------------------------------------------------ |
| 3800 RE 20  | Sneltrein (Arriva) | Zwolle – Mariënberg – Emmen Zuid – Emmen | Onderdeel van Blauwnet. 1x per uur.                    |
| 8000 RS 20  | Stoptrein (Arriva) | Zwolle – Mariënberg – Emmen Zuid – Emmen | Onderdeel van Blauwnet. 1x per uur.                    |
| 13800 RE 20 | Sneltrein (Arriva) | Zwolle – Coevorden – Emmen Zuid – Emmen  | Onderdeel van Blauwnet. Rijdt alleen tijdens de spits. |

Het station heeft daarmee een halfuurbediening, in tegenstelling tot Emmen Bargeres, dat slechts eenmaal per uur bediend werd.

### Bus
Op 8 april 2018 is de bushalte bij station Emmen Zuid komen te vervallen.
0: Zwolle ·
5: Herfte-Veldhoek ·
8: Marshoek-Emmen ·
12: Dalfsen ·
15: Rechteren ·
19: Vilsteren ·
23: Ommen ·
25: Sterkamp ·
29: Junne ·
31: Beerze ·
34: Mariënberg ·
37: Bergentheim ·
Brucht ·
42: Hardenberg ·
45: Baalder-Radewijk ·
48: Gramsbergen ·
50: De Haandrik ·
55: Coevorden ·
59: Dalen ·
62: Dalerveen ·
66: Nieuw Amsterdam ·
70: Emmen Zuid ·
71: Emmen Bargeres ·
72: Zuidbarge ·
75: Emmen ·
79: Weerdinge ·
82: Valthe ·
87: Exloo ·
93: Buinen ·
95: Drouwen ·
100: Gasselternijveen ·
103: Tweede Dwarsdiep ·
107: Stadskanaal
Assen ·
Beilen ·
Coevorden ·
Dalen ·
Emmen ·
-Zuid ·
Hoogeveen ·
Meppel ·
Nieuw Amsterdam

Zie ook: lijst van voormalige spoorwegstations in Drenthe